# Thomas Tønning Knudsen
Thomas “Bubba” Tønning Knudsen (født 27. september 1966) er en dansk tidligere amerikansk fodboldspiller og sportsjournalist.
Knudsen spillede +200 kampe på DL, OL, LB igennem 22 år i den danske liga, senest i  Copenhagen Towers i Nationalligaen. Han var NFL-kommentator på TV3+ og har de sidste 5 år coached U16, U19 og senior football.

## Amerikansk fodbold-karriere
- Copenhagen Towers 2007-2010
- Copenhagen Tomahawks 2005-2007
- Århus Tigers 1996-2005
- Herning Hawks 1991-1996
- Sønderborg Patriots 1988-1991

## Titler/Mesterskaber
- Mermaid Bowl (DM) i 1992, 1993, 1998, 1999, 2000
- Eurobowl i 1999